# Jörn Kruse

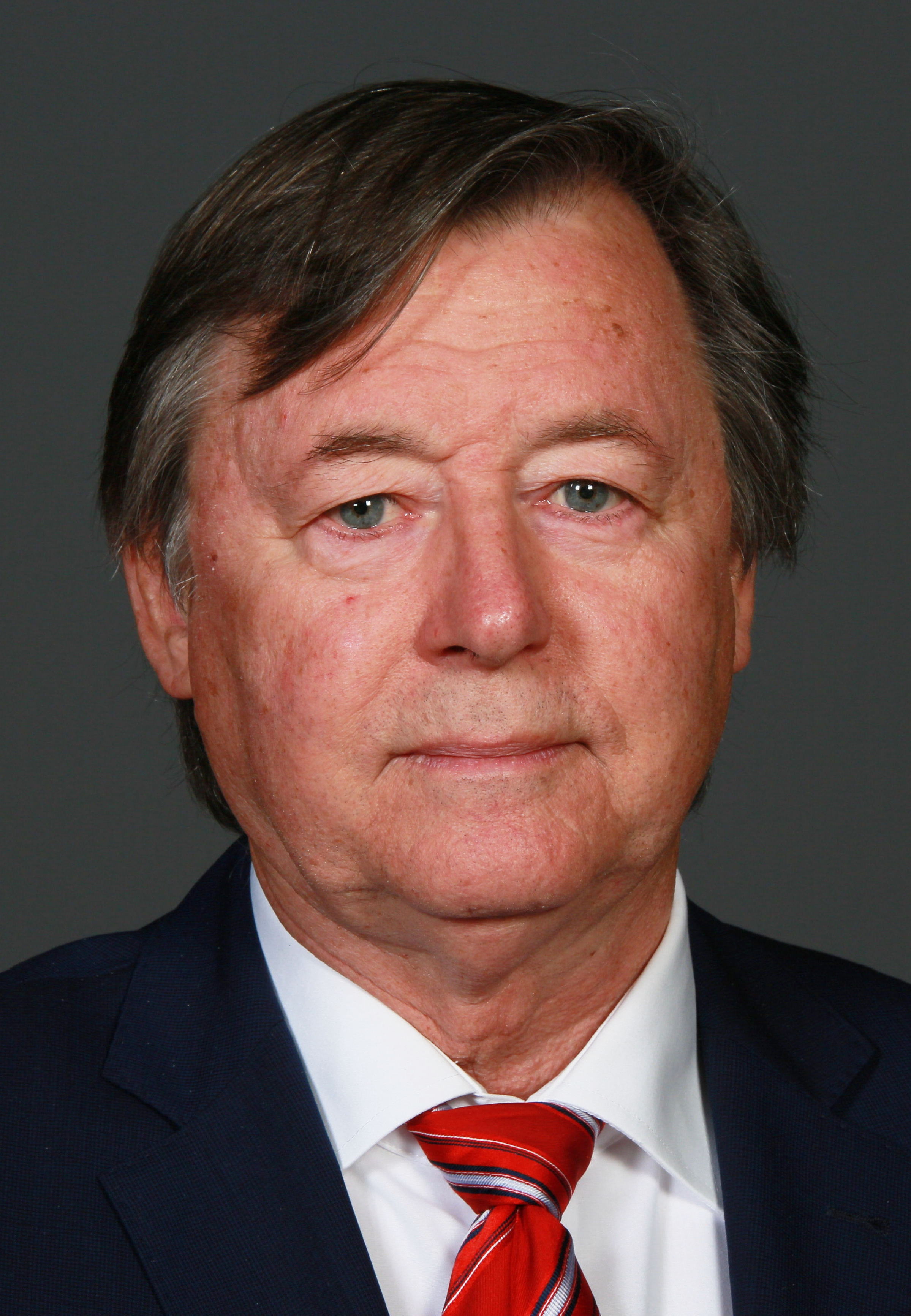
Jörn Kruse (2018)

Jörn Kruse (* 18. Oktober 1948 in Eutin) ist ein deutscher Wirtschaftswissenschaftler und ehemaliger Politiker (AfD und Freie Wähler). Er war Professor für Wirtschaftspolitik an der Universität Hamburg, am California Institute of Technology in Pasadena, an der Universität Hohenheim in Stuttgart und zuletzt an der Helmut-Schmidt-Universität in Hamburg. Nach seiner Emeritierung war er Mitglied der Hamburgischen Bürgerschaft. Bis zu seinem Parteiaustritt 2018 war er Vorsitzender der dortigen AfD-Fraktion.

## Leben
Kruse legte sein Abitur 1967 an der Johann-Heinrich-Voß-Schule in Eutin ab und trat zunächst in den Dienst der Landespolizei Schleswig-Holstein. Von 1969 bis 1974 studierte er an der Universität Hamburg die Fächer Volkswirtschaftslehre, Soziologie und Psychologie (Abschluss Diplom-Volkswirt). 1978 wurde er bei Erhard Kantzenbach am Fachbereich Wirtschaftswissenschaften mit der Dissertation Informationspolitik für Konsumenten zum Dr. rer. pol. promoviert. Er habilitierte sich 1985 mit der Arbeit Ökonomie der Monopolregulierung in Volkswirtschaftslehre am Fachbereich Wirtschaftswissenschaften an der Universität Hamburg.

## Wissenschaft
Von 1979 bis 1980 war Kruse Gastprofessor (Visiting Associate Professor) am California Institute of Technology in Pasadena. In der Zeit von 1985 bis 1991 folgte eine Professur für Volkswirtschaftslehre an der Universität Hamburg. Von 1991 bis 1998 war Kruse Inhaber des Lehrstuhls für Wirtschaftspolitik insbesondere Ordnungs- und Strukturpolitik an der Fakultät Wirtschafts- und Sozialwissenschaften der Universität Hohenheim in Stuttgart. Von 1998 bis 2013 war er Professor für Wirtschaftspolitik an der Fakultät Wirtschafts- und Sozialwissenschaften der Helmut-Schmidt-Universität in Hamburg. Im Jahr 1993 gründete Kruse das Hohenheimer Oberseminar, das 2021 zum 54. Mal stattfand. Jörn Kruse war von 1999 bis 2013 Gründer und Vorsitzender des Hamburger Forum Medienökonomie sowie von 2003 bis 2009 Gründungsmitglied und Mitherausgeber der Zeitschrift MedienWirtschaft. Seine wichtigsten Lehr- und Forschungsgebiete, die sich in Publikationen niedergeschlagen haben, waren Ordnungspolitik, Wettbewerbspolitik, Monopolregulierung, Medienökonomie und Sportökonomie, Mobilfunk, Internet und Telekommunikationsregulierung sowie Politische Ökonomie und Demokratietheorie.

## Beratungstätigkeit
Jörn Kruse war in den 1990er Jahren mehrfach Berater für das Bundesministerium für Post und Telekommunikation auf dem Gebiet der Mobilfunk-Lizenzierung und Frequenzallokation sowie Mitglied in den „Lenkungsausschüssen Mobilfunk“ zur Vergabe verschiedener Mobilfunk-Lizenzen. Hier war er von 1994 bis 2002 Mitglied des Wissenschaftlichen Beirats des Wissenschaftlichen Instituts für Kommunikationsdienste , dessen Vorsitz er von 1998 bis 2002 innehatte. Von 2001 bis 2002 gehörte Kruse dem Economic Advisory Council on Telecommunications Competition Policy der der Generaldirektion Wettbewerb, EU-Kommission an, unter anderem zur Allokation von Mobilfunkfrequenzen und zum Wettbewerb in der mobilen Telekommunikation in Europa. Im Jahr 1991 war Jörn Kruse Mitglied in der Academic Advisory Group for Mergers bei der Europäischen Kommission. Ferner war er von 1999 bis 2000 Berater des OWM (Organisation der Werbungtreibenden im Markenverband) zur „Reform der Fernsehordnung in Deutschland“. Von 2000 bis 2002 war Kruse ebenfalls als Berater der Deutschen Telekom AG bei der Novellierung des Telekommunikationsgesetzes tätig, und im Jahr 2001 beriet er Avenir Suisse aus Zürich zum Thema eines Infrastructure-Sharing bei UMTS in der Schweiz.
Auch nach der Jahrtausendwende setzte Kruse seine Beratungstätigkeit fort. Von 2001 bis 2004 war er Berater der Mobilfunkbetreiber Mobilkom Austria, T-Mobile Austria, ONE und Tele.Ring zur Analyse des Wettbewerbs auf dem österreichischen Mobilfunkmarkt. Zum Thema der Regulierung der Mobilfunk-Terminierung war Kruse 2002 für T-Mobile, Bonn, 2004 für Mobilkom Austria, Wien, 2007 für Vodafone D2, Düsseldorf, und 2008 wiederum für Mobilkom Austria aus Wien beratend tätig. Im Jahr 2007 stand Kruse mehreren deutschen Telekommunikations-Netzbetreibern als Berater zu den Themen „Netzneutralität im Internet“ und „Quality of Service im Internet“ zur Seite. 2007 hat Kruse im Auftrag der österreichischen Regulierungsbehörde RTR (Rundfunk- und Telekom Regulierungs-GmbH) aus Wien, „10 Jahre Telekommunikations-Regulierung in Österreich“ analysiert. 2010 war er für die RTR als Berater bei der Vergabe der Digitalen Dividende in Österreich tätig. 2014 beriet Kruse das Wiener Unternehmen A1 Telecom beim Refarming und der Defragmentierung des Mobilfunk-Spektrums in Österreich.

## Politik
Jörn Kruse war von 1968 bis zu seinem Austritt 1993 Mitglied der SPD. 2012 trat er in die Partei Freie Wähler ein, wo er Mitglied des Landesvorstandes wurde. Danach gehörte er zu den 68 Hauptzeichnern der Wahlalternative 2013, aus der später die AfD hervorging. Im April 2013 wurde Jörn Kruse zum Vorsitzenden des Hamburger Landesverbands der AfD gewählt. Nach dem Bundesparteitag im Juli 2015 trat Kruse aus Protest gegen die Abwahl von Parteigründer Bernd Lucke und die daraus resultierende Rechtsverschiebung der Partei von seinen Posten als Landesvorsitzender und von allen Funktionen der Bundespartei zurück, blieb aber bis zur Wahl seines Nachfolgers im Oktober 2015 kommissarischer Landesvorsitzender.
Seit der Bürgerschaftswahl in Hamburg 2015 war Kruse bis 2020 Mitglied der Hamburgischen Bürgerschaft, wo er zum Vorsitzenden der AfD-Bürgerschaftsfraktion gewählt wurde. In Bürgerschaftsreden sowie in Ausschüssen und Anträgen hat er sich insbesondere mit den Themen Wirtschaft, Wissenschaft, Kultur, Islam und Wahlrecht befasst.

## Distanzierung von der AfD und Parteiaustritt
Während seiner aktiven Laufbahn war Jörn Kruse für seine scharfe Kritik an inhaltlichen Positionen und Funktionären der AfD bekannt. Bis zu seinem Austritt hatte Kruse immer wieder öffentlich eine scharfe Distanzierung von Rechtsradikalen gefordert. Das im Mai 2016 in Stuttgart beschlossene Parteiprogramm kritisierte Kruse unter anderem mit den Worten: „Alles, was da über Familie und Kinder drin steht, finde ich unsäglich und vorgestrig und frauenfeindlich. Und ich schäme mich dafür.“ Hierfür wurde er durch den Hamburger Landesvorstand der AfD offiziell gerügt. Das Grundsatzprogramm der AfD kommentierte Kruse öffentlich als „albern, töricht und peinlich“.
In einer E-Mail an die Parteisprecher schrieb Kruse: „Sie [die AfD] macht jetzt – jedenfalls in der öffentlichen Wahrnehmung – gemeinsame Sache mit Rechtsradikalen. Ohne energisches Gegensteuern wird das die Partei an den rechtsradikalen Rand führen.“ Während Kruse Alexander Gauland spontane Ausfälle vorwarf, mit denen er sich in der Öffentlichkeit unglaubwürdig mache, kritisierte er Jörg Meuthen als Parteivorsitzenden, der „keinerlei Autorität, keinen ideologischen und strategischen Kompass und keinen Mut“ habe.
Am 27. September 2018 erklärte Kruse, aus der AfD auszutreten und den Fraktionsvorsitz abzugeben. Als Grund gab er die Zusammenarbeit seiner Partei „mit Rechten und Rechtsradikalen“ an. In einem offenen Brief wandte sich Kruse letztmals mit drastischen Worten an seine Partei: „Die zunehmende Zusammenarbeit von Teilen der AfD, insbesondere in den ostdeutschen Bundesländern, mit Rechten und Rechtsradikalen ist für mich vollständig untolerierbar. Irgendwann ist auch der längste Geduldsfaden zu Ende.“ Die AfD sei zu einer Partei geworden, die mit ihrer ursprünglichen Mission nichts mehr zu tun habe. Am 1. November 2018 hat Jörn Kruse die AfD-Bürgerschaftsfraktion verlassen und gehörte der Bürgerschaft bis zum Ende der 21. Wahlperiode im März 2020 als parteiloser Abgeordneter an.
In der Fernsehsendung Markus Lanz vom 2. Oktober 2018 betonte Kruse, er sehe zwischen der AfD im Westen und Osten der Republik politisch unterschiedliche Gesinnungen, die seinen Austritt als „liberale Galionsfigur der AfD“ verzögert hätten. In den Sendungen von Sandra Maischberger und Maybritt Illner erklärte Kruse, 2013 aus ökonomischen Beweggründen in die AfD eingetreten zu sein und führte aus, warum er als Liberaler der Partei nach deren starker Rechtsverschiebung nicht mehr angehören könne. Schließlich wies er auf die Notwendigkeit hin, sich mit der AfD politisch auseinanderzusetzen.
Nach seinem Parteiaustritt meldete sich Kruse regelmäßig in den Medien mit Kritik an der AfD zu Wort. Er bezeichnete die Auflösung des Flügel als gezielte Täuschung der Öffentlichkeit. Am 20. September 2020 äußerte Kruse in einem Interview gegenüber dem Spiegel, die AfD drifte zunehmend nach außen ab und sei an einem Scheideweg angelangt. In diesem Zusammenhang attestierte er dem thüringischen Fraktions- und Landesvorsitzenden Björn Höcke und Andreas Kalbitz „Nazisprech“.
Ende August 2022 gab Kruse seinen Eintritt in die Hamburger CDU bekannt.

## Schriften (Auswahl)

### Monografien
- Informationspolitik für Konsumenten (= Wirtschaftspolitische Studien, Studie 52). Vandenhoeck & Ruprecht, Göttingen 1979, ISBN 3-525-12252-7. (zugl. Dissertation).
- Ökonomie der Monopolregulierung (= Wirtschaftspolitische Studien, Studie 70). Vandenhoeck & Ruprecht, Göttingen 1985, ISBN 3-525-12271-3. (zugl. Habilitation).
- mit Erhard Kantzenbach: Kollektive Marktbeherrschung (= Wirtschaftspolitische Studien, Studie 75). Vandenhoeck & Ruprecht, Göttingen 1989, ISBN 3-525-12277-2.
- Wirtschaftliche Wirkungen einer unentgeltlichen Sport-Kurzberichterstattung im Fernsehen (= Beiträge zum Rundfunkrecht, Band 44). Nomos, Baden-Baden 1991, ISBN 3-7890-2204-7.
- Lizenzierung und Wettbewerb im Mobilfunk (= Schriftenreihe des Wissenschaftlichen Instituts für Kommunikationsdienste, Band 15). Springer, Berlin u. a. 1993, ISBN 3-540-56591-4.
- Die Rolle der Diensteanbieter im deutschen Mobilfunkmarkt und ihr Verhältnis zu den Netzbetreibern, Steuer- und Wirtschaftsverlag, Hamburg 1995.
- mit Walter Brenner, Malte Dous, Rüdiger Zarnekow, Qualität im Internet. Technische und wirtschaftliche Entwicklungsperspektiven, Universität St. Gallen, März 2007.
- mit Justus Haucap, Ralf Dewenter: Wettbewerb im Mobilfunk in Österreich (= Law and economics of international telecommunications, Vol. 52). Nomos, Baden-Baden 2004, ISBN 3-8329-0688-6.
- 10 Jahre Telekommunikations-Liberalisierung in Österreich, Schriftenreihe der Rundfunk- und Telekom-Regulierungs-GmbH, Wien 2007.
- Bürger an die Macht. Wie unsere Demokratie besser funktioniert, Kohlhammer, Stuttgart 2021, ISBN 3-17-038879-7.

### Herausgeberschaften
- hrsg.: Zellularer Mobilfunk. Neue Märkte mit neuen Netzen für das Funktelefon (= net-Buch Telekommunikation). v. Decker, Heidelberg 1992, ISBN 3-7685-2191-5.
- hrsg. mit Otto G. Mayer: Aktuelle Probleme der Wettbewerbs- und Wirtschaftspolitik. Erhard Kantzenbach zum 65. Geburtstag (= Veröffentlichungen des HWWA-Institut für Wirtschaftsforschung, Band 23). Nomos, Baden-Baden 1996, ISBN 3-7890-4171-8.
- hrsg. mit Kurt Stockmann, Lothar Vollmer: Wettbewerbspolitik im Spannungsfeld nationaler und internationaler Kartellrechtsordnungen. Festschrift für Ingo Schmidt zum 65. Geburtstag (= Wirtschaftsrecht und Wirtschaftspolitik, Band 150). Nomos, Baden-Baden 1997, ISBN 3-7890-4805-4.
- Ökonomische Perspektiven des Fernsehens in Deutschland (= Hamburger Forum Medienökonomie, Band 1). Fischer, München 2000, ISBN 3-88927-266-5.
- hrsg. mit Justus Haucap: Mobilfunk zwischen Wettbewerb und Regulierung (= Hamburger Forum Medienökonomie, Band 6). R. Fischer, München 2004, ISBN 3-88927-337-8.
- hrsg. mit Ulrich Immenga, Christian Kirchner, Günter Knieps, Telekommunikation im Wettbewerb. Eine ordnungspolitische Konzeption nach drei Jahren Marktöffnung, Beck-Verlag, München 2001, ISBN 3-406-48421-2.
- hrsg. mit Michael Gaitanides: Stars in Film und Sport (= Hamburger Forum Medienökonomie, Band 3). Reinhard Fischer Verlag, München 2001. ISBN 978-3-8329-4557-2.
- Multimedia mobil. Dienste und Inhalte über mobile Plattformen (= Hamburger Forum Medienökonomie, Band 5). Fischer, München 2003, ISBN 3-88927-336-X.
- hrsg. mit Ralf Dewenter: Wettbewerbsprobleme im Internet (= Hamburger Forum Medienökonomie, Band 9). Nomos, Baden-Baden 2009, ISBN 978-3-8329-5024-8.